# International Commerce Centre
O International Commerce Centre (Chinês tradicional:環球貿易廣場) é um arranha-céu com 118 andares, e 484 m  construído em  West Kowloon, Hong Kong, como parte do projeto Union Square.  O desenvolvimento e planejamento esteve a cargo das companhias MTR Corporation Limited e Sun Hung Kai Properties (SHKP); responsável pelas obras no metrô de Hong Kong's e maior companhia envolvida no projeto, respectivamente.
O nome formal do projeto é Union Square Phase 7; o nome International Commerce Centre foi oficialmente anunciado em 2005.  Depois da conclusão em 2010, o arranha-céu se tornou o mais alto edifício de Hong Kong e o 4.° maior do mundo medido até o topo, atrás apenas do complexo Burj Dubai, Taipei 101 e Shanghai World Financial Center.
A Sun Hung Kai Properties, juntamente com a outra maior desenvolvedora de Hong Kong, Henderson Land, também comandaram a construção do atual edifício mais alto de Hong Kong, o 2 IFC; localizado em Victoria Harbour, Central, Ilha de Hong Kong. Em 2010, o edifício foi inaugurado e se tornou o hotel mais alto do mundo.